# Giovanni Battista Folengo
Giovanni Battista Folengo (Mantova, 1490 – San Benedetto Po, 5 ottobre 1559) è stato un monaco cristiano e teologo italiano appartenente all'Ordine benedettino e fratello del noto poeta Teofilo.

## Biografia

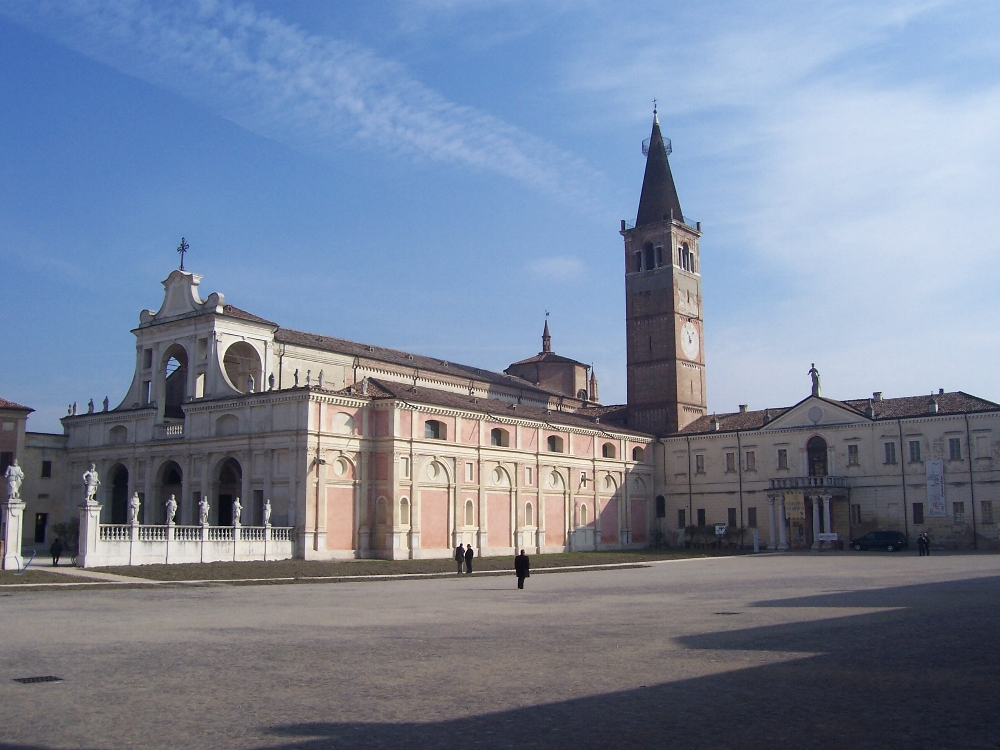
L'abbazia di San Benedetto Po

Nacque dal notaio Federico e da Paola Ghisi nel 1490, un anno prima di Teofilo, e dopo i fratelli Placido, Ludovico e Nicodemo, che presero anch'essi l'abito benedettino. Placido fu ordinato nel monastero di Polirone nel 1495 e morì 15 anni dopo a Montecassino; Ludovico, professo nel 1497, fu priore di Polirone dal 1517 e abate di San Pietro a Perugia nel 1524, mentre Nicodemo fu ordinato a Praglia nel 1502.
Giovanni Battista emise la professione monastica nel monastero di San Benedetto Po il 3 ottobre 1507, mantenne il proprio nome e iniziò la propria formazione sotto la guida del cellerario Gregorio Cortese, futuro cardinale, avendo come compagni di studi, tra gli altri, Luciano degli Ottoni e Benedetto Fontanini. Verso il 1512 passò nel monastero di San Girolamo della Crevara e di qui, insieme con il Cortese, in quello di Lerino, in Francia, dove il benedettino Denis Faucher gli dedicò una Deploratio de lapsu Ordinis monastici e due egloghe.
Nel 1522 il capitolo della Congregazione trasferì Giovanni Battista nel monastero di San Giovanni Evangelista di Parma, da dove passò, l'anno dopo, nella vicina Santa Maria delle Nevi, a Torrechiara, trovandovi il fratello Teofilo. Ritornato nel 1525 a Parma, vi divenne priore e si legò di stretta amicizia con l'erudito biblista Isidoro Clario.
Così come aveva fatto Teofilo Folengo nel 1525, anche Giovanni Battista lasciò nel 1528 la Congregazione benedettina con regolare licenza dei superiori: a differenza di Teofilo, che con l'Orlandino nel 1526 e con il Chaos del Triperuno l'anno dopo, mise apertamente in discussione il senso della vita monastica, inserendosi così nel dibattito allora aperto sulla validità delle tradizionali istituzioni ecclesiastiche, Giovanni Battista si ritirò in isolamento sul monte Conero, dove fu raggiunto nel 1530 da Teofilo, e insieme si spostarono sul monte Luco, in Umbria, poi in Abruzzo, a Tossicia e infine nell'eremo di San Pietro, un vecchio insediamento benedettino allora abbandonato a Crapolla, nella penisola sorrentina. Qui non si limitarono a vivere in solitudine, ma ebbero contatti con il circolo evangelico che, malgrado la recente morte del suo fondatore Juan de Valdés, era ancora attivo a Napoli.
Nel 1534 Teofilo e Giovanni Battista chiesero di rientrare nella Congregazione e vi furono riammessi dal presidente don Leonardo Bevilacqua il quale si sentì in dovere di avvertire del provvedimento, il 9 maggio 1534, lo stesso duca di Mantova con una lettera nella quale auspicava che i due frati si dovessero «disponere a deportarsi meglio per l'avenire che non hanno facto per el passato».
Il 14 maggio Giovanni Battista inviava da Rimini all'amico e confratello Luciano degli Ottoni uno scritto in latino intitolato non a caso Remigratio (Ritorno), che costituisce il dodicesimo di sedici dialoghi, i Pomiliones (Nani), che il benedettino aveva fatto o farà stampare entro quello stesso anno a Venezia. I Pomiliones sono il racconto di quell'esperienza eremitica vissuta dai due fratelli e forse anche la criptica espressione di convinzioni riformate.
Alla fine degli anni Trenta, Giovanni Battista si trovava nel monastero benedettino di Santa Croce, a Campese, dove scrisse un Commentarium in Psalmos, dedicato al capitano Camillo Orsini e pubblicato a Basilea da Michael Isengrin, editore di fama europea. La preferenza accordata all'editore di Basilea comportava una garanzia di qualità e di possibilità di maggiore diffusione dello scritto, ma non può non far pensare a una scelta in direzione della confessione riformata che aveva già messo solide radici nelle città svizzere.

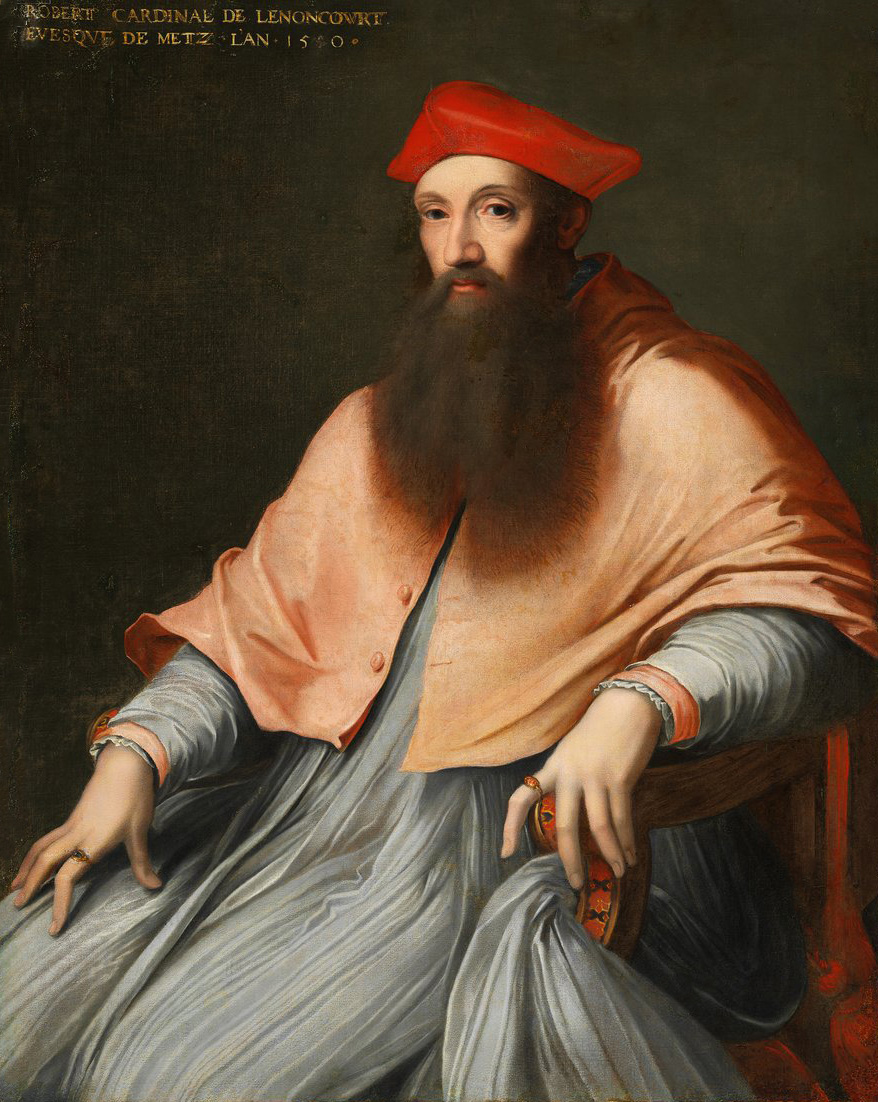
Sebastiano del Piombo: il cardinale Pole

Passato nel 1540 a Montecassino, fu trasferito ancora nel vicino monastero di Santa Maria dell'Albaneta dove, nel 1542, concluse il suo commento a tutti i salmi biblici. Dal 1546 è documentato a San Benedetto Po, dove portò a termine un commento alla Prima lettera di san Giovanni, pubblicato a Venezia e ristampato l'anno dopo ad Anversa. Il commento, uscito dunque in concomitanza con l'apertura del Concilio di Trento, è dedicato al cardinale Reginald Pole, sul quale si indirizzavano le speranze di chi auspicava, nell'ambito di un rinnovamento della Chiesa, la conciliazione dei cristiani in un clima di tolleranza e di concordia. Nel 1580 il libro fu messo all'Indice.
Il commento è il più esteso fra quelli pubblicati dai cattolici nel XVI secolo «e per valore esegetico può onestamente porsi accanto ai migliori». In esso vi sono anche esplicite critiche ai protestanti ma soprattutto si esprime la speranza di superare concordemente le contrapposizioni, così che nel 1585, dopo la conclusione del Concilio di Trento che definì la frattura tra le due confessioni, il commento fu ripubblicato privato di ogni considerazione non consonante con le direttive conciliari. Nel 1552 scrisse probabilmente anche una Vita Sancti Simeonis monachi, destinata a figurare in un Officium del santo.
È possibile che Giovanni Battista abbia partecipato alle riunioni tenute nell'estate del 1553 nell'Abbazia di Maguzzano, sul lago di Garda, dal cardinale Pole: certo è che nel 1554 Giovanni Battista fu inviato in Spagna, insieme con altri due monaci di San Benedetto Po, Eutizio da Sant'Angelo e Gerolamo Silva, nel monastero benedettino di Valladolid, in una missione ordinata da papa Paolo IV le cui finalità però ci sfuggono. Nel breve papale che autorizza la missione, Giovanni Battista è citato abate di Santa Maria della Misericordia della Cisterna a Pera di Costantinopoli, abbazia nella quale il Nostro non dovrebbe mai essersi recato. Al loro ritorno, Eutizio e Giovanni Battista sarebbero dovuti partire per l'Inghilterra, a seguito di una richiesta del cardinale Pole, intenzionato a riorganizzare la presenza benedettina nell'abbazia di Westminster, ma la richiesta non ebbe seguito.
Nel 1555 furono pubblicati a Lione i suoi commenti alle due Lettere di Pietro e alla Lettera di Giacomo, insieme alla ristampa del commento alla lettera di Giovanni. Dedicati ai due confratelli suoi compagni nella missione spagnola, furono composti nella corte di Bondanazzo, una vicina proprietà dell'abbazia di Polirone: per quanto il commento all'epistola di Giacomo appaia particolarmente rispettoso dell'ortodossia cattolica, il libro finì ugualmente all'Indice nel 1596.
Gli ultimi anni furono spesi dal Folengo nell'abbazia di Polirone, dove è documentata la sua morte avvenuta il 5 ottobre 1559.

## Opere
- Pomiliones, In promontorio Minervae ardente Sirio MDXXXIII: i Pomiliones (o Pumiliones, in latino, nani) sono una raccolta di sedici dialoghi latini editi nel 1534 a Venezia dal tipografo Aurelio Pincio con la falsa indicazione dell'anno (1533 anziché 1534) e soprattutto del luogo, Promontorio Minervae - ossia Punta Campanella - in un volume di 112 fogli in-quarto nel quale occupano i primi 77 fogli, e sono seguiti da due scritti di Teofilo Folengo, i 68 carmi del Varium Poema e il poemetto Ianus. Esistono 15 copie del volume, mai successivamente ristampato: è stato tuttavia edito un dialogo, il Pomilio XIII, da E. Puglia, Due eremiti nella terra delle Sirene: Giambattista Folengo, Pomilio XIII, 1980. È stata avanzata l'ipotesi che alla stesura dei Pomiliones abbia contribuito anche Teofilo Folengo.[13]
- Commentarium in Psalmos, Michael Isengrin, Basilea 1540: è la prima edizione di un commento di 44 salmi. La seconda edizione, stampata ancora a Basilea per i tipi dell'Isengrin, è del 1549, e comprende il commento a tutti i 150 salmi biblici.
- Commentarium in Sancti Johannis epistolam, Aldo Manuzio, Venezia 1546. Nel 1555 il commento fu ripubblicato a Lione dal tipografo Sébastien Gryphe insieme con quelli dedicati alle due lettere di Pietro e alla lettera di Giacomo, sempre di Giovanni Battista Folengo.
- Vita Sancti Simeonis monachi, in Officium sancti Symeonis monachi et eremitae Armenii, cum illius vita nuper recognita, Eredi Lucantonio Giunta, Venezia 1552: l'unico esemplare conosciuto del libro, già conservato nella British Library, è andato distrutto durante la II Guerra mondiale.